# Goter
Goterna (uttal: gω´t eller gå´t, gotiska: gutans, fornsvenska: gutar, tyska: Goten, latin: gothi, klassisk grekiska: Γότθοι, gótthoi) är en av de mest kända och omtvistade germanstammarna under folkvandringstiden. Första gången de omtalas, av Tacitus i hans bok Germania år 98 e.Kr., är de bosatta i trakten av floden Wisłas mynning i nuvarande Polen. Jordanes hävdade att goterna hade sitt ursprung från en ö Scandza, som identifieras med Skandinaviska halvön. Gotiskan är det äldsta välbelagda germanska språket

## Genetiska studier av goterna, Wielbarkkulturen och tidigmedeltida befolkning
En genetisk studie från 2019 med titeln Goth migration induced changes in the matrilineal genetic structure of the central-east European population analyserade mitokondrie-DNA, som bara ärvs på mödernet, från gravar från järnåldern, som har associerats med goterna. Gravfältet ligger nära Masłomęcz i östra Polen. Totalt undersöktes DNA från 27 individer. Deras mitokondrie-DNA  jämfördes sedan med andra individer från andra järnåldersgravar från omgivande regioner. Studien fann starka genetiska kopplingar mellan individerna från Masłomęcz och grupper i Jylland samt västra Polen, men också en särskilt hög genetisk mångfald vid Masłomęcz jämfört med andra järnåldersregioner i Centraleuropa. Detta indikerar en migration till området, troligtvis från Skandinavien. Studien ger stöd åt hypotesen att goterna och den till dem associerade Wielbarkkulturen åtminstone till viss del hade sitt ursprung i Skandinavien alltså en migration över Östersjön till Polen.
En uppföljande studie från 2023 undersökte 474 individer från 27 olika gravfält, genom att analysera kärn-DNA försökte man förklara ursprunget hos järnålderns troligen gotiska Wielbarkkulturen och dessa data jämfördes med traktens tidiga medeltida slaviska befolkning. Studien visade att proverna  från järnåldern i Polen hade en hög frekvens av haplogruppen I1, som är starkt associerad med skandinaviska och brittiska populationer. Denna genetiska länk till Skandinavien indikerar att migrationer från Nordeuropa spelade en betydande roll i formandet av den gotiska och Wielbarkkulturens befolkning. De medeltida proverna från regionen uppvisade en högre frekvens av haplogruppen R1a, som är vanligare i Öst- och Centraleuropa. Haplogrupp I1 fanns fortfarande representerad, vilket pekar på ett kvarstående skandinaviskt genetiskt arv i regionen under tidig medeltid.
Studien stödde hypotesen att järnålderns goter och Wielbarkkuturens bärare delvis härstammade från migranter från Skandinavien, vilka blandades med den befintliga befolkningen i Polen. Vidare drog man slutsatsen att den medeltida populationen utvecklades från denna befolkning under järnåldern. Resultaten tolkades så att en omfattande migration från Öst- och Centraleuropa under 500-talet e.Kr. inte är nödvändig för att förklara den tidigmedeltida befolkningens genetiska sammansättning, men en sådan migration kan heller inte uteslutas.

## Goternas olika stammar och deras namn

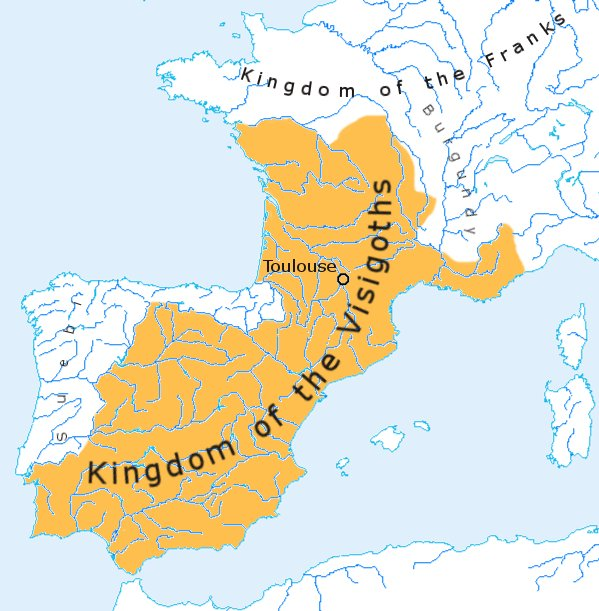
Visigoternas rike cirka 500.

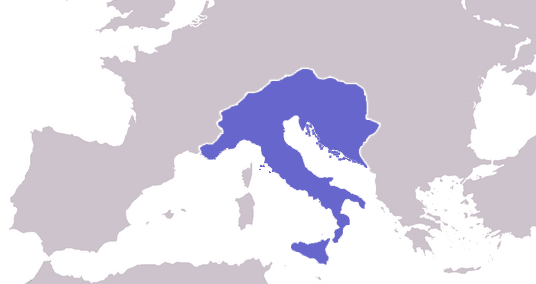
Östgoternas rike.

Namnet goter (gotones, gutones) är en latinsk version av goternas eget namn för sig själva gut-thiuda (gut-folket) eller *gutans vilket i sin tur är formellt identiskt med folknamnet gutar på Gotland. Under andra halvan av 100-talet flyttade goterna från nuvarande Polen söderut och i sydöstlig riktning varmed de delade sig i två grupper, ofta kallade för öst- respektive västgoter. Östgoterna bosatte sig i Ukraina där de grundade ett rike. Deras egentliga namn var Greutungi men från slutet av 400-talet ersattes det av benämningen ostrogoter. Västgoterna levde norr om Donau i dagens Rumänien och kallades egentligen för Tervingi. Efter att västgoterna i slutet av 300-talet bosatt sig på romerskt territorium söder om Donau kom en grupp av dem att benämnas Vesi. Dessa bröt freden med Rom 395 och härjade länge Romarriket innan de som romerska bundsförvanter bosatte sig i Akvitanien 418. Därefter ersattes "Vesi" med visigoter som benämning på dem. De västgoter som stannade kvar i den östra rikshalvan kom att kallas för mesogoter efter den romerska provinsen Moesien (de kallades även gothi minores, "de mindre goterna"). Ända till 1500-talet fanns det en mindre grupp, som talade en form av gotiska, kvar på Krimhalvön, de så kallade krimgoterna. Tidigare trodde man att namnen ostro- och visigoter betydde öst- respektive västgoter, men numera är den rådande uppfattningen att dessa namn snarare betyder "de glänsande goterna" respektive "de ädla goterna". Detta innebär dock inte att öst- och västgoter skulle vara felaktiga termer, snarare är de att betrakta som mindre precisa benämningar som kan vara lämpliga att använda för tiden innan namnen ostrogoter och visigoter kom i bruk.

## Goternas förhistoria

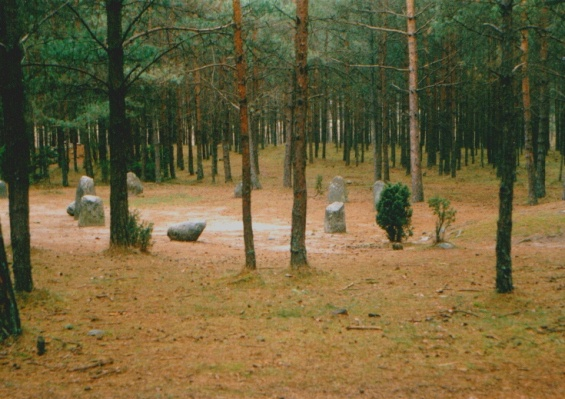
Stencirkel (Domarring) i norra Polen i Wielbarkulturens område, som är förbundet med goterna.

En viktig källa till gotisk historia är Getica av 500-talshistorikern Jordanes, som kan ha varit av gotisk härkomst. Jordanes hävdar att han har baserat Getica på ett tidigare förlorat verk av Cassiodorus, men citerar också material från femton andra klassiska källor, inklusive en annars okänd författare, Ablabius. Många forskare accepterar att Jordanes redogörelse för gotiskt ursprung åtminstone delvis härrör från gotisk stamtradition och är korrekt på vissa detaljer.
Enligt Jordanes hade goterna sitt ursprung på en ö som hette Scandza (Skandinavien), varifrån de emigrerade sjövägen till ett område som kallades Gothiscandza under deras kung Berig. Historiker är inte överens om äktheten och riktigheten i denna redogörelse.De flesta forskare är överens om att gotisk migration från Skandinavien återspeglas i de arkeologiska fynden, men bevisen är inte helt klara. Snarare än en enda större migration av ett helt folk, föreställer sig nu forskare som är öppna för hypotetiskt skandinaviskt ursprung en process av gradvis migration under de första århundradena f.Kr. och e.Kr., som troligen föregicks av långvariga kontakter och kanske begränsades migrationen till ett fåtal klaner av Skandinaviens eliter.
Likheter mellan goternas namn, vissa svenska ortnamn och gutarnas och göternas namn har anförts som bevis för att goterna härstammade från Gotland eller Götaland. Goterna, gutarna och götarna kan alla ha härstammat från en tidig grupp av sjöfarare som var aktiva på båda sidor av Östersjön.Likheter och olikheter mellan det gotiska språket och de skandinaviska språken (särskilt gutniska) har anförts som bevis både för och emot ett skandinaviskt ursprung.
En arkeogenetisk genomgång av DNA från gotiska gravar inom Wielbarkkulturen visar en tydlig sydskandinavisk prägel, vilket utgör en diskontinuitet från tidigare gravar inom området.
Forskare förlägger i allmänhet Gothiscandza till området för Wielbarkkulturen. Denna kultur uppstod vid nedre Wisła och längs Pommerns kust under det första århundradet e.Kr., och ersatte eller inkorporerade den så kallade Oksywiekulturen. Wielbarkkulturen skiljer sig främst från Oksywiekulturen genom bruket av inhumation det vill säga helkroppsbegravningar, frånvaron av vapen i gravar och i förekomsten av stencirklar så kallade domarringar. Detta område vid Wisla hade haft täta kontakter med områden i Skandinavien ända från tiden för den nordiska bronsåldern och lausitzkulturen. Under Wielbark-perioden anses kulturten ha varit buren av germanska folk, såsom goterna och rugierna. Jordanes skriver att goterna, strax efter att de hade bosatt sig i Gothiscandza, erövrade Ulmerugis landområden.

## Tidig historia enligt antika källor
Goterna tros allmänt ha blivit först belagda av grekisk-romerska källor under det första århundradet under namnet Gutones. Likställandet mellan gutoner och senare goter är omtvistat av flera historiker.

### Strabon
Omkring år 15 e.Kr. nämner Strabon butonerna, lugierna och semnonerna som en del av en stor grupp folk som stod under den markomanniske kungen Maroboduus herravälde. Butones likställs i allmänhet med Gutones. Lugierna har ibland betraktats som samma folk som vandalerna, med vilka de säkerligen var nära förbundna. Vandalerna förknippas med Przeworskkulturen, vars område låg söder om Wielbarkkulturen. Wolfram föreslår att gutonerna var klienter till Lugii och vandalerna under det första århundradet e. Kr. Enligt skelettmorfologiska och genetiska studier av mitokondrie-DNA skulle både Przeworskkulturen och Wielbarkkulturen kunna ha mer gemensamt med den västslaviska befolkning som levde kvar i området till medeltiden än med den germanska befolkningen. Det råder alltså stora svårigheter att knyta arkeologiska kulturer till särskilda etniska grupper. Av naturliga skäl är de gamla romerska källor av litet värde för att bestämma etniska nationaliteter.

### Plinius den äldre
År 77 e.Kr. nämner Plinius den äldre gutonerna som ett av folken i Germanien. Han skriver att gutones (goter), bourgognerna (burgunder), varini (Variner)och carini tillhör vandilierna (vandalerna). Plinius klassificerar vandilerna som en av de fem viktigaste germanska folken, tillsammans med Ingaevoner, Istvaeoner, herminoner och bastarner. I ett tidigare kapitel skriver Plinius att resenären Pytheas på 300-talet f.Kr. mötte ett folk som kallades Guiones. Vissa forskare har likställt dessa Guiones med Gutones, men äktheten i redogörelse är osäker.

### Tacitus
I sitt verk Germania från omkring 98 e.Kr. skriver Tacitus att gotonerna (eller goterna) och de närliggande Rugii och Lemovii var germaner som bar runda sköldar och korta svärd och levde nära havet, bortom vandalerna. (se citat nedan). De styrdes av av kungar, lite strängare än de andra germanska stammarna. I ett annat av Tacitus verk, Annaler, skriver Tacitus att Gotonerna hade hjälpt Catualda, en ung markomann som var landsflyktig, att störta Maroboduus styre. Dessförinnan är det troligt att både gutonerna och vandalerna hade varit undersåtar till markomannerna.

### Jordanes
En tid efter att ha slagit sig ner i Gothiscandza skriver Jordanes att goterna besegrade de närliggande vandalerna. Wolfram tror att gutonerna befriade sig från vandalisk dominans i början av 100-talet.

### Ptolemaios
I sin Geografi från omkring 150 e.Kr. nämner Ptolemaios att gytonerna (eller gutonerna) levde öster om Wisła i vad han kallade Sarmatien, mellan venetierna (Vistula Veneti) och fennierna. I ett tidigare kapitel nämner han ett folk som kallas Gutae (eller Gautae) som ett folk som lever i södra Skandinavien. Dessa Gutae är troligen desamma som den senare Gauti som nämns av Prokopius. Wolfram föreslår att det fanns nära släktskap mellan Gythones och Gutae, och att de kan ha varit av gemensamt ursprung.

## Goterna vid Wisla

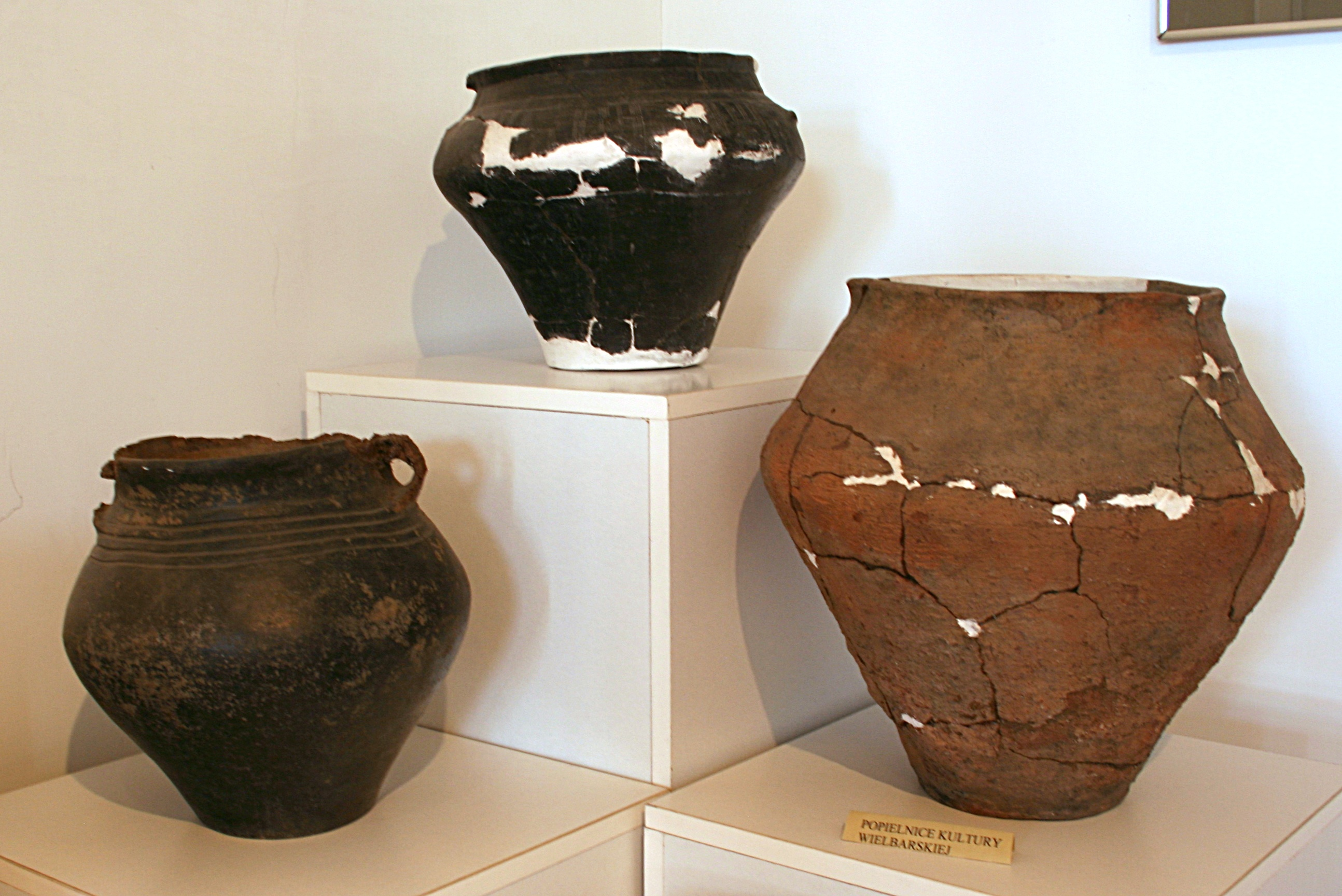
Keramik från Wielbarkkulturen.

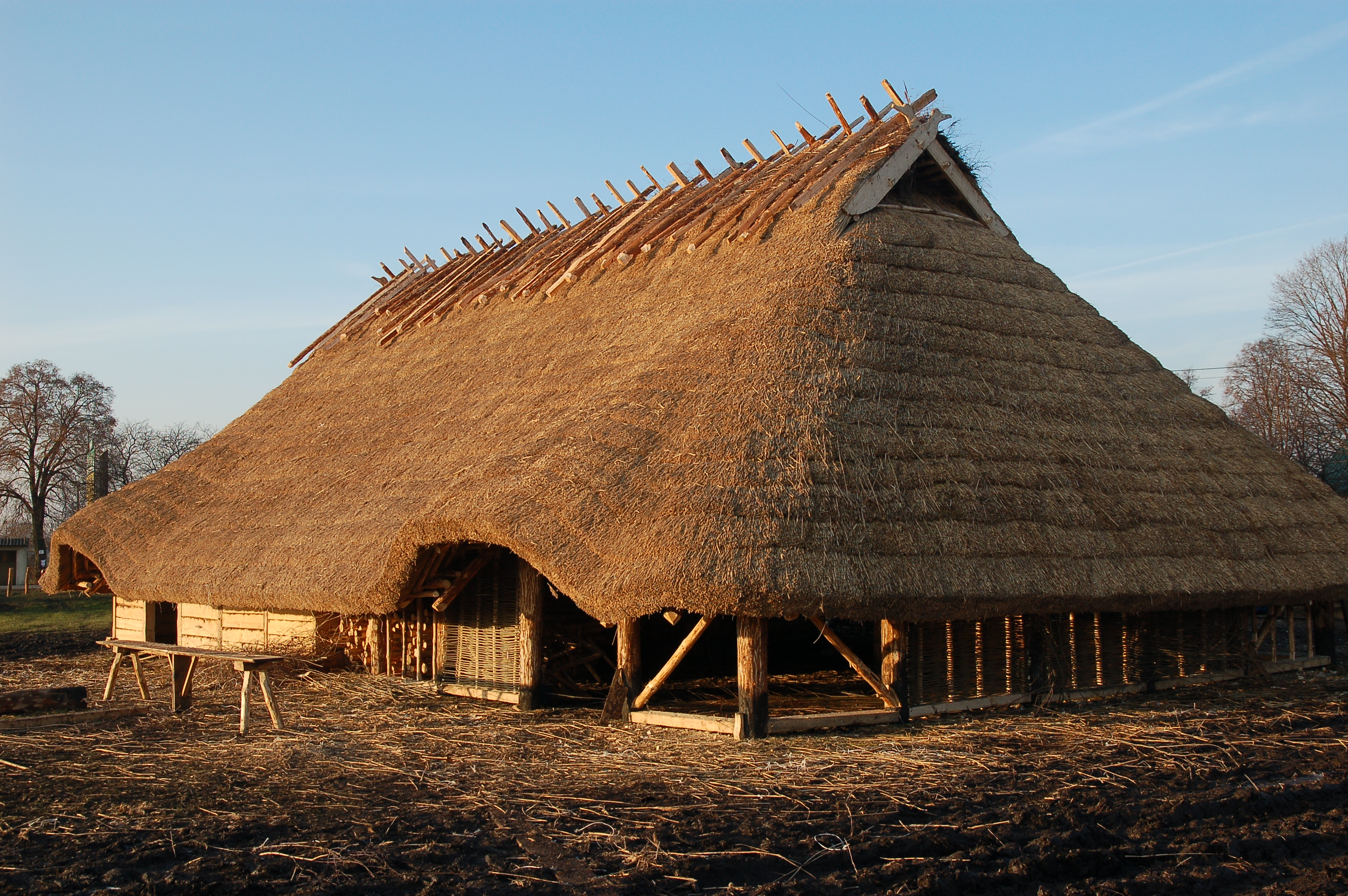
Rekonstruktion av ett långhus från Wielbarkkulturen.

I början av 1: a århundrade e.Kr. uppstod en ny arkeologisk kultur vid Wisłas mynning i ett område som tidigare var bebott av Oksywiekulturen. År 1874 hittades ett gravfält nära staden Wielbark. Gravfältet var mycket stort och innehöll cmkring 3 000 gravar. I början kallades den nyfunna kulturen för den gotisk-gepidisk kultur, men eftersom inget säkert samband kan bevisas har kulturen sedan 1970-talet kallats för Wielbarkkulturen. Detta namn som introducerades av den polske arkeologen Ryszard Wołągiewicz. Senare spred sig kulturen söderut, främst längs den östra stranden av Wisła, och från åren 180-230 e.Kr. har liknande fynd hittats i Volynien och norra Ukraina. Denna förflyttning motsvarar vad Jordanes berättade troligen med hjälp de gamla gotiska sångerna. Fynden stärker teorin om ett samband mellan goterna och Wielbarkkulturen. Den romerske historikern och ämbetsmannen Tacitus skrev i sin bok Germania från år 98 om goterna:
På andra sidan Lyes bor goterna, som styrs av en kung och därför kontrolleras något strängare än andra germanska folk, men inte så strängt att de utplånar all deras frihet. Vid havskusten och ända upp till dem bor rugier och lemovier, och den runda skölden, ett kort svärd och kungligt styre är typiska för alla dessa folk.
Peter Heathers förklaring till varför goterna flyttade från området kring Wisła och började sin förflyttning mot sydost grundas på försörjningen. och är alltså ekonomisk: Jorden i norra Ukraina är betydligt bördigare än vid Wisłas mynning. Nära Roms gränser fanns ett mer utvecklad ekonomi och mera guld och rikedomar i omlopp. Stammar som hade direkt kontakt med romarna var oftast mer välställda än de mera perifera stammarna långt från Roms gränser. Vid Svarta havet fanns rika städer som goterna redan var bekanta med eftersom de låg längs vägen för bärnstenshandeln.

## Goterna och andra germaner vid Svarta Havet
Redan i början av 200-talet anlände de första goterna till Svarta havet, efterföljda av gepider och heruler. De första goterna begav sig snart därifrån och bosatte sig vid Donaus mynning, och det var denna stam som senare blev de ryktbara visigoterna. Andra goter bosatte sig i området norr om Svarta havet i början av 200-talet. Det blir också anledningen till deras första kända konflikt med romarna. Goterna och herulerna anföll sedan Romarriket både till lands och till sjöss ett flertal gånger och försökte erövra Konstantinopel, Aten m.fl. Provinsen Moesia vid Donaus mynning i Svarta havet anfölls år 238 och staden Istrien plundrades. År 249 korsade goterna återigen Donau och plundrade staden Marcianopolis i dagens Bulgarien. Året därpå bröt goterna igenom försvarslinjen till provinsen Dacien, och de fortsatte över Donau, där de år 251 besegrade den romerska fältarmén under kejsar Decius. Både kejsaren och hans son stupade i slaget. Efter flera mindre räder över gränsen fortsatte goterna att anfalla romarna från Svarta havet. År 255-257 anföll de städer längs Svarta havet och efter att ha byggt upp en stor flotta, plundrade de under åren 268-270 också i östra Medelhavet. Deras anfallande flottor "räknade ofta så många fartyg att de mer kunde betraktas som flytande kungariken än som sjörövareskader". År 268 kommer främst herulerna tillbaka men besegras av kejsar Claudius II, och det finns uppgifter om drygt 100 000 stupade goter, varefter Moesien och Thrakien åter blir romerska besittningar. Den romerska flottan besegrade goterna och deras allierade, och de återkom inte senare till Medelhavet, men plundringen längs kusterna hade varit våldsamma och omfattande. De invaderande gotiska styrkorna längs gränsen slogs också tillbaka, men räderna skapade ett behov av en mer hållbar försvarslinje. År 275 övergav därför kejsar Aurelianus provinsen Dacien, med undantag för några fästningar omedelbart norr om Donau, och stabiliserade därmed den romerska gränsen mot goterna och de andra folkstammar norr om Donau. Sedan Dacien (motsvarande ett område som utgör nuvarande östra Ungern, Moldavien, stora delar av Rumänien och de nordligaste delarna av Serbien och Bulgarien) givits åt goterna, lyckades ostrogoterna småningom underkuva en mängd germanska, slaviska och finskugriska folk norr om Donau, så att de under Ermanarik (av amalernas ätt) efter år 350 behärskade ett område ända upp mot Östersjön (dock enligt osäkra källor). Ermanariks stora, men löst hopfogade välde störtade emellertid samman vid hunnernas anstormande 375, och ostrogoterna blev själva lydfolk under dessa, tidvis med, tidvis utan egna kungar. Efter hunnerkonungen Attilas tåg till Gallien, vid vilket ostrogoterna måste medverka, lösgjorde de sig emellertid från det hunnernas välde och fick såsom romerska foederati (bundsförvanter) slå sig ned i Pannonia (västra Ungern).

## Tjernjahivkulturen
Goternas bosättning vid Svarta havet sammanfaller i tiden med den grupp av arkeologiska fynd som kallas Tjernjahivkulturen. Ännu mer än Wielbarkkulturen var denna kultur en blandad kultur. Området beboddes inte bara av goter utan även av andra germanska stammar och även slaviska stammar. I Jordanes Getica finns det en berättelse om att det tredje av kung Berigs skepp var bemannat av gepider, som omtalas som släktingar till goterna. Från den romerska historieskrivningen från 250-talet verkar det som om tre nya germanska grupperingar uppstod under dessa år: gepiderna, herulerna och taiferna. Det kan röra sig om gamla germanska stammar som romarna helt enkelt inte kände till tidigare, men de kan också vara nya sammanslutningar baserade på andra stammar. Gravfälten från Tjernjahivkulturen, liksom Wielbarkkulturen, uppvisar en blandning av kremeringar och helkroppsbegravningar. Männen fick inte vapen med sig i gravarna, och kvinnornas dräkter i båda kulturerna hade en utformning, där dräkten hölls samman av en fibula på båda axlarna. Wielbarkkulturen och Tjernjachovkulturen hade olika byggnadssätt, där Tjernjachovkulturen blandade Wielbarkkulturens långhus med delvis nedgrävda grophus. Wielbarkkulturen hade handgjorda skålar och bunkar av keramik som ersattes med kokkärl i romersk stil, gjorda på drejskiva.

## Goterna och kristendomen
Som vi sett ovan fanns från 200-talet och framåt flera dokumenterade gotiska härjningståg in i Romarriket och slag med romerska härar som utföll till goternas fördel. Genom romerskt inflytande vann arianismen tidigt insteg bland goterna, och detta föranledde, att en del av goterna under ledning av biskop Wulfila omkring 348 lämnade sina stamförvanter och flyttade in i det romerska Moesien (i nuvarande Bulgarien), efter vilket land de erhöll namnet mesogoter (de kallades även gothi minores, "de mindre goterna") och där de sedan i århundraden fortlevde som ett fredligt herdefolk. Bland folkets huvudmassa, som kvarstannade i Dacien (i Rumänien och östra Ungern), uppträdde en av hövdingarna, Atanarik, som ivrig förföljare av de kristna (369-372), under det att en annan hövding, Fritigern (Friþigern), som i ett krig med Atanarik (369-372) understöddes av romarna, och då verkade för kristendomen.

## Tervingerna
Under de första 75 åren av 300-talet hörs inte mycket om goterna i de romerska berättelserna. Det är förvånande då goterna var en stor befolkningsgrupp, även med romerska mått mätt. Peter Heather förklarar detta med att goterna var uppdelade i flera olika grupperingar. Bland de många gotiska bosättningar som har hittats har sex stora bosättningar grävts ut. Var och en av dessa kan ha varit ett hövdingasäte. De romerska källorna nämner två huvudgrupper: tervingerna och greutungerna, som bodde i de västra respektive östra delarna av området vid Svarta Havet. I romerska källor förekommer namnet tervinger för första gången år 291. De skilde sig från de andra goterna genom att deras ledare inte var en hövding eller kung, utan en "domare". Tervinger som bodde längs Donau hade en viss kontakt med romarna. År 332 ledde kejsaren Konstantin en armé över Donau. Han besegrade tervingerna och tvingade dem att erkänna den romerska överhögheten. Tervingerna skulle förse den romerska armén med hjälptrupper vid fälttåg, och deras domares son skulle hållas som gisslan, som säkerhet för att de skulle vara trogna överenskommelsen. I gengäld erhöll tervingernas domare varje år en summa pengar från romarna som han skulle dela ut bland sina stamfränder. På 360-talet kände sig tervingerna tillräckligt starka för att göra sig kvitt förbindelsen, och efter ett misslyckat romerskt fälttåg norr om Donau under åren 367–369 slöts ett nytt fördrag. Tervingerna stod sedan inte längre under romersk överhöghet, men de årliga betalningarna försvann och handeln över Donau minskade också kraftigt.

## Goterna och hunnerna

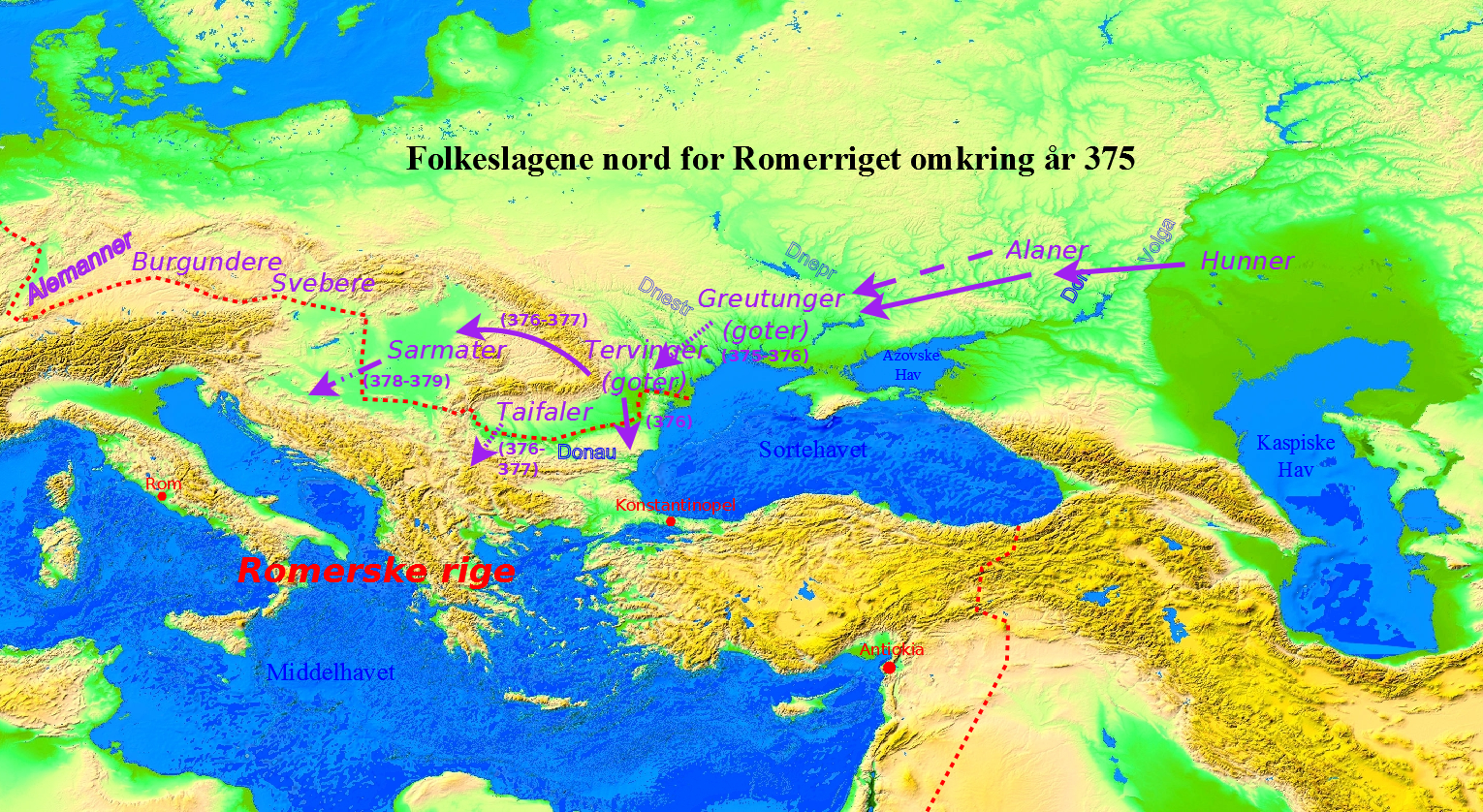
Kartan visar effekten av hunnernes angrepp på alanerne och därefter på greutungerne.

Om tervingerna hade nämnts sparsamt under dessa 75 år så måste historien förlita sig ännu mera på arkeologin när det gäller greutungerna. Fynden på deras boplatser visar att de hade omfattande handel med tervingerna (till exempel glas, silverföremål och kammar). Man kan inte säga något exakt om deras politiska strukturer utifrån fynden. Greutungerna bodde i området mellan floderna Dnestr och Don. Norr och öster om dem – mellan Don och Volga – bodde alanerna, ett iranskt folk, och på andra sidan Volga bodde hunnerna.
Striderna mellan goterna och hunnerna beskrivs i "Hlöðskviða", en medeltida isländsk saga. Sagan påminner om att Gizur, Geaternas kung, kom till hjälp för goterna i konflikten med hunnerna. Denna saga kan dock skildra en senare konflikt mellan goter och hunner.
Historien skrevs om då hunnerna omkring år 370 anföll alanerna. Alanerna kunde inte stå emot anfallet, och var tvungna att underkasta sig omkring år 375. De blev en del av hunnernas fortsatta vandring västerut. Christopher I. Beckwith antyder att hunnernas intåg i Europa och Romarriket var ett försök att kuva de oberoende goterna i väster. Hunnerna och alanerna anföll sedan greutungerna. Jordanes är en av de två viktiga historiska källorna för händelser, men hans redogörelse skrevs långt senare. Enligt Jordanes styrdes greutungerna vid denna tid av kung Ermanarik. En källa för denna period är den romerska historikern Ammianus Marcellinus, som skrev att hunnernas herravälde över de gotiska kungadömena i Skytien började på 370-talet.[159] Det är möjligt att hunnernas attack kom som ett svar på den gotiska expansionen österut.[160] Efter Ermanarics självmord år 376 föll greutungerna gradvis under hunnisk dominans. Efter Ermanarics självmord dog hans efterträdare Vithimir i strid kort därefter, då en del av återstående greutungerna sökte skydd hos tervingerna väster om Dnestr.

## Nya gotiska grupperingar
Hunnernas och alanernas anfall medförde omfattande förändringar i goternas bosättning men också i uppdelningen av goterna i olika grupper. Fem grupper (1-3, 7-8 nedan i tabellen) försökte rädda sig till säkerhet i Romarriket under åren 376-405. Fyra andra grupper (4-5, 9-10) blev underordnade hunnerna. Grupp 5 kom under romerskt beskydd på 420-talet, men de andra tre gotiska grupperna lämnade hunnernas dominans vid olika tillfällen först efter Attilas död. Gruppen tervinger (6) under Atanariks – som stannade kvar norr om Donau – försvann utan större spår i Karpaterna efter 385, och två andra mindre grupper (11–12) som stannade kvar norr om Svarta havet.
| Grupp | Namn                             | Senare grupp           | Kommentar                                                                              |
| ----- | -------------------------------- | ---------------------- | -------------------------------------------------------------------------------------- |
| 1     | Tervinger under Fritigern        | Visigoter              | Fick tillstånd att bosätta sig i Romarriket 376                                        |
| 2     | Greutunger under Ermanarik       | Visigoter              | Boende i Romarriket från 377 (efter Ermanariks död)                                    |
| 3     | Goterna under Radagaisus         | Visigoter              | Flyttade västerut och invaderade Romarriket 405. Se Radagaisus                         |
| 4     | Goter under Amalernas ätt        | Ostrogoter             | Under hunnerna fram till Attilas död.                                                  |
| 5     | Goterna under Theoderik Strabon. | Ostrogoter             | Befriades från hunnerna på 420-talet och bosatte sig i Romarriket de Thrakiska goterna |
| 6     | Tervinger (?) under Arimer.      | Försvann cirka 385     | Resterna av Atanariks tervingar i Karpaterna                                           |
| 7     | Greutunger under Farnobius       | Upplöstes 377          | Korsade Donau år 377 och besegrades av romarna                                         |
| 8     | Greutunger under Odotheus        | Upplöst efter 399      | Korsade Donau 386 och blev tilldelad land i Frygien                                    |
| 9     | Goter under Bigelis              | Försvann efter 466     | Under hunnerna. Gjorde en misslyckad invasion av Österrike                             |
| 10    | Goter underkastade Dengizich     | Försvann efter 468     | Under hunnerna. Deltog i hunnernas invasion av Österrike                               |
| 11    | Krimgoter                        | Försvann på 1700-talet | Gotisktalande i den lokala befolkningen. En folkspillra som fanns kvar länge.          |
| 12    | Goterna vid Azovska sjön         | Försvann på 500-talet  | Gotisktalande i den lokala befolkningen.                                               |

Tabellen visar tydligt att man inte kan sätta likhetstecken mellan tervinger = visigoter eller greutunger = ostrogoter. Dessa forntida stammar ingick nya kombinationer, och tabellen visar också att det fanns andra goter än Atanariks tervinger och Ermanariks Greutunger. Jordanes hade ett politiskt intresse av att framställa Ermanarik som en mäktig kung, eftersom han var stamfader till ostrogoternas kungar. Jordanes skildring av ett enat sammanhållet gotiskt imperium av greutunger vid Svarta havet kan inte säkert bevisas historiskt eller arkeologiskt.

## Goterna bosätter sig i Romerska riket
Tervingerna försökte säkra sin gräns mot alanerna och hunnernas räder, men utan framgång. När östgotariket störtades av hunnerna, underkastade sig visigoterna ej hunnerna, vilket största delen av ostrogoterna tvingades göra. En mindre del av visigoterna under domaren Atanarik drog sig istället västerut genom Karpaterna till Siebenbürgens berg. 
Även om hunnerna framgångsrikt underkuvade många av goterna, som därefter tvingades ansluta sig till deras led, kontaktade Fritigern den östromerske kejsaren Valens 376 med en del av sitt folk och bad om att få bosätta sig på Donaus södra strand. Valens tillät detta och hjälpte till och med goterna i deras överfart av floden, troligen vid fästningen Durostorum. Den gotiska evakueringen över Donau var förmodligen inte spontan, utan snarare en noggrant planerad operation som inleddes efter långa debatter bland ledande medlemmar av det romerska samhället.Vid ankomsten skulle goterna avväpnas enligt deras överenskommelse med romarna, även om många av dem lyckades behålla sina vapen.
En liknande begäran från Greutungerna avslogs. Kejsaren och större delen av fältarmén var upptagna med ett krig mot perserna, så romarna hade svårt att kontrollera goterna som anlände. År 377 tog delar av Greutungerna chansen och korsade Donau utan tillstånd. Delar av tervingerna hade fått bosätta sig på Balkan som foederati (allierade). De ansåg sig emellertid illa behandlade av snikna romerska ståthållare, grep till vapen och drog härjande och plundrande omkring i Thrakien och de var med och tillfogade Valens hans stora nederlag.. Våren 377 utvecklades situationen till ett fullskaligt krig mellan goter och romare, och sex säsonger i rad var den romerska armén i fält för att besegra goterna. Till en början gick det illa för romarna. i slaget vid Adrainopel den 9 augusti 378 blev den östromerska armén nästan förintad av en kombinerad gotisk armé bestående av tervinger och greutunger. Valens stupade i slaget, som av Amminianus beskrivs som den värsta katastrofen för den romerska armén sedan slaget vid Cannae. Händelsen betraktas som startpunkten på den germanska folkvandringen (se folkvandringstiden) med vilket man inte menar de germanska stammarnas vandringar i allmänhet och försök att intränga i romerska riket, vilka började långt tidigare, utan deras slutliga inträngande där. Den västromerska armén under kejsaren Gratianus stabiliserade situationen under de följande åren, och år 382 slöts fred, varefter goterna tilläts bosätta sig på Balkan. Styrkeförhållandena mellan goter och romare hade förändrats. Goterna fick behålla sina egna ledare, och när de deltog i romerska krig var det som en enad grupp under gotiskt befäl. 
Goternas senare historia skildras i andra artiklar som behandlar olika grupper.

## Visigoter
Visigoterna (eller västgoterna) drevs på irrfärder när hunnerna invaderade Europa från öster. Efter Alariks plundring av Rom år 410 slog de sig ned i nuvarande Frankrike och bildade senare ett rike i Spanien som varade ända till år 710.

## Ostrogoter
Ostrogoterna (eller östgoterna) till sin största del hamnade under hunnernas välde år 375. De frigjorde sig från hunnerna och erövrade senare hela Italien under och återstoden av Västrom år 493 under Theoderik den store. Ostrogoternas rike gick under på 550-talet. 

## Krimgoter
En restbefolkning blev kvar i det som i dag är södra Ukraina på halvön Krim. Språket överlevde fram till och med 1700-talet då de sista talarna kan ha blivit assimilerade eller dödade av krimtatarer.